# Poliabortività
La poliabortività è l'occorrenza di tre o più aborti spontanei consecutivi prima della ventesima settimana di gravidanza, ognuno con feto del peso di meno di 500 grammi. La definizione di aborto spontaneo fornita dall'Istituto Nazionale di Statistica implica invece una interruzione involontaria della gravidanza prima delle 25 settimane e 5 giorni. Le definizioni adottate dai vari Paesi non sono omogenee e questo pone problematiche di confronti internazionali.

## Le statistiche dell'aborto spontaneo
Nel corso del tempo si è assistito ad un incremento dei casi di aborto spontaneo in Italia (dati ISTAT): da 56 157 casi del 1982 si è arrivati a 75 457 nel 2004 (ultimo dato disponibile), pari ad una crescita del 34%. Si parla quindi di 130 casi di aborto spontaneo ogni 1000 nati vivi.
Il fenomeno è evidentemente legato all'età femminile: valori più elevati si hanno in corrispondenza di donne meno giovani (da 35 anni in poi), pur evidenziandosi un problema tra le adolescenti.
La rilevazione dei casi di aborto spontaneo effettuata dall'Istituto Nazionale di Statistica (ISTAT) consente di tenere sotto controllo un fenomeno che è in crescita nel tempo, seppur lievemente. Tra i vari fattori che concorrono a determinare elevati livelli di abortività spontanea, l'età della donna è certamente tra i più significativi.
In Italia i casi di aborto spontaneo vengono individuati come interruzioni involontarie di gravidanza avvenute entro il 180º giorno compiuto di amenorrea (ovvero 25 settimane e 5 giorni). I casi di espulsione del feto dopo il 180º giorno vengono registrati come casi di nati morti.
Le statistiche ufficiali rilevano i casi per i quali si sia reso necessario il ricovero in istituti di cura sia pubblici che privati. Quindi quelli non soggetti a ricovero, quali ad esempio gli AS che si risolvono senza intervento del medico o che necessitano di sole cure ambulatoriali, non vengono pertanto rilevati.
Alcuni studi hanno ricostruito il rischio di aborto spontaneo per generazioni e si è osservato che le donne delle giovani generazioni hanno un rischio maggiore rispetto alle donne della stessa età e con lo stesso numero di gravidanze delle generazioni più vecchie. Questo può essere imputato a diversi fattori di tipo genetico, ambientale, oppure legati agli stili di vita, ma solo con indagini ad hoc si riesce a valutare l'impatto di questi fattori sul rischio di aborto spontaneo.
Considerando comunque solo l'età e il numero di gravidanze precedenti come fattori legati al rischio di aborto spontaneo, è stato rilevato che la figura più a rischio è la donna primipara tardiva, ovvero oltre i 35 anni.

## La diagnosi
Sul versante femminile, gli esami preconcezionali sono utili in preparazione della successiva gravidanza.
Gli esami per la tiroide  vengono spesso richiesti, ma la loro utilità è dubbia, così come dubbia è la esecuzione di esami ormonali in genere. Di questa controversia sono testimoni le Linee-guida delle due specialità. Infatti l'American Association of Clinical Endocrinologists (AACE) pone l'attenzione sulla importanza di testare l'attività tiroidea nella gravidanza iniziale e consiglia esami specifici per la prevenzione dell'aborto. Al contrario l'American College of Obstetricians and Gynecologists (ACOG) degli Stati Uniti ritiene del tutto inutile tale atteggiamento poiché l'aborto da distiroidismo o da tiroidite subclinica non è dimostrato da nessuno studio prospettico randomizzato. In definitiva le più accreditate matanalisi affermano che l'”apparente” coinvolgimento dell'attività autoimmunitaria tiroidea nell'aborto, può dipendere da condizioni diverse che nulla hanno a che vedere con un relazione causa-effetto. La brillante revue metanalitica di Prummel (Eur J Endocrinol. 2004 Jun;150(6):751-5) elenca tre possibilità.
La prima ipotesi è che gli autoanticorpi tiroidei siano solo un marker di una malattia autoimmunitaria più importante che interessa l'impianto embrionario. Alternativamente l'associazione tra aborto e autoimmunità tiroidea può essere spiegata dal fatto che tale condizione è in genere riscontrata nelle donne più attempate (quindi più soggette ad abortire). L'ultima ipotesi prende in considerazione la possibilità che alla base degli aborti potrebbe esservi una moderata insufficienza tiroidea. Tale assunto, come emerge dalla matanalisi, è fragile e minoritario e si basa solo sul fatto che alcuni studi, non prospettici e non randomizzati, riferiscono che, nelle donne eutiroidee anticorpi- positivi, ma con elevati valori di TSH, il numero degli aborti è lievemente superiore rispetto alle donne eutiroidee anticorpo-negative. L'analisi però mostra solo una modesta significatività (P = .005) non tale, quindi, da fornire certezze in tal senso.
Benché molto utilizzati, di nessuna reale utilità, ai fini della prevenzione degli aborti ricorrenti, risultano i dosaggi dell'omocistenemia e dei fattori trombofilici ereditari in soggetti asintomatici. La valutazione completa di tutti i fattori trombofilici potrebbe non solo non essere utile ma indurre in errore a causa dei fisiologici cambiamenti in gravidanza come la riduzione della proteina C ed S.  Le Società italiane di Trombosi ed Emostasi insieme alla Società Italiana di Ginecologia ed Ostetricia hanno condiviso uno "statment" che cerca di limitarte l'improprio uso di anticoagulanti in gravidanze che non hanno reali problemi trombofilici. 
La presenza di anticorpi antifosfolipidi invece può essere utile, in quanto in caso di positività, si può instaurare una efficace terapia preventiva. 
A tal fine è utile ricordare che, secondo tutte le Linee-guida nazionali ed internazionali si intende "trombofilica" una gestante che presenta esclusivamente le seguenti caratteristiche: 1) ha avuto episodio di trombosi venosa 2) presenta anticorpi anti-fosfolipidi ad elevato titolo; 3) presenta una marcata riduzione delle proteine S e C (al di fuori della gravidanza); 4) presenta bassi valori di Antitrombina 3º; 5) presenta alti valori di omocisteina (già al di fuori della gravidanza); 6) presenta mutazioni complete (omozigosi o doppie terozigosi) dei fattori 5º e 2º di Leiden. Altri dosaggi e ricerche non sono utili.
La mappa cromosomica di entrambi i partner ed eventuali altri esami immunologici possono essere utili.
Altre condizioni correggibili sono le malformazioni uterine, in particolare l'utero setto, e la presenza di formazioni quali i fibromi sottomucosi nella cavità uterina. Queste possono essere sospettate mediante l'ecografia transvaginale, ma diagnosticate esclusivamente con la isterosonografia o meglio con l'isteroscopia diagnostica ambulatoriale.
Esami infettivologici a livello della vagina e del collo uterino possono essere utili, ma ciò che è più importante è l'effettuazione di tali esami precocemente in gravidanza.
Sul versante maschile, può essere utile la valutazione della morfologia spermatozoaria e della frammentazione del DNA degli spermatozoi; tuttavia, sulla efficacia della terapia per correggere la condizione ci sono dubbi.

## Le terapie della poliabortività
Le terapie della poliabortività possono ridurre il ripetersi di un nuovo episodio di aborto spontaneo.
La prima e più importante terapia si basa sul riconoscimento e sulla correzione (ove possibile) delle malconformazioni uteriune ed in particolare dell'utero sub-setto o setto.
In caso di accertata trombofilia, il trattamento con aspirina a basse dosi ed eparine, soprattutto a basso peso molecolare, si è diffuso notevolmente anche a livello dell'ostetrico di base. Secondo alcuni studi retrospettivi non controllati (Livello di evidenza IIb o III e di conseguenza raccomandazione B) parrebbe che la profilassi riduce l'aborto. Questo però non può essere affermato con certezza poiché, al giorno di oggi, gli unici studi Prospettici randomizzati (che hanno livello di evidenza Ia e che pertanto rappresentano Raccomandazione A) non confermano tali risultati. Gli studi in questione (studio canadese HepASA Trial del 2008 e 2009 e analisi COCHRANE 2005 e 2009) dimostrano che il trattamento con aspirina e/o eparina nei soggetti trombofilici da mutazioni genetiche (detta trombofilia primitiva) non riduce il rischio di aborto. Pertanto, allo stato attuale dell'Arte, non si raccomanda il loro impiego profilattico in tali casi, mentre si segnala la possibilità di complicanze dovute al loro impiego non giustificato. Si deve ricordare che le linee guida nazionali ed internazionali (Linee-guida SISET e SISET-SIGO e Royal College) ritengono però necessario l'uso di eparina come profilassi nei soggetti con anamnesi positiva di trombosi e bassi valori di Antitrombina III. Sempre secondo le stesse Linee-guida la profilassi va inoltre praticata nei soggetti trombofilici con mutazioni in omozigosi dopo il parto, fino a 6 settimane da esso.
Il progesterone somministrato per varie vie può essere utile, ma gli studi che sostengono il suo uso nella poliabortività sono molto vecchi. L'utilizzo di progesterone in gravidanza si può associare ad ipospadia nel feto maschio.
Le terapie con ormoni tiroidei per quanto utili al benessere della gravidanza non hanno nessun dimostrato effetto sulla riuduzione della incidenza di aborto. Anche se, da una parte, “aneddoticamente” si sente spesso che, donne con pregressi aborti, trattate con tiroxina, portano avanti una gravidanza, dall'altra parte altrettanti aneddoti ci descrivono delusioni ed insuccessi. Nessuno studio randomizzato e controllato ha preso in considerazione tali popolazioni ed ha provato una qualche validità della terapia nei soggetti con tiroidite sub-clinica. Si tratta solo di analisi retrospettive (bassa evidenza). Al contrario, molti studi in ambito ginecologico, come quelli prospettici sui programmi di fertilizzazione in vitro, dimostrano che non vi è alcuna differenza, in termini di aborti o insuccessi gestazionali tra popolazione con tiroidite autoimmune subclinica in trattamento o meno (Negro et al., 2005 Hum Reprod 20: 1529-1533).
L'uso di farmaci agenti sul sistema immunitario (immunoglobuline, cortisonici) non mostra benefici ben documentati, ed l'uso di questi farmaci è legato a notevoli effetti collaterali. In particolare, in assoluto ossequio alle attuali linee-guida internazionali, l'uso del progesterone non deve essere più prescritto, salvo casi in trattamento cronico per patologie preesistenti, poiché i suoi danni sono certamente superiori ai benefici (Raccomandazione A)
La presenza di anomalie dei cromosomi in uno o entrambi i genitori può trovare una soluzione nella fecondazione in vitro con diagnosi sugli embrioni prima dell'impianto (diagnosi preimpianto): ciò consente di “selezionare” gli embrioni che appaiono bilanciati sul piano cromosomico e trasferire solo quelli “normali”. La metodica, applicata alla poliabortività, non è ancora validata sul piano clinico.
La presenza di difetti uterini o corpi estranei a livello endometriale può essere diagnosticato con l'isteroscopia e corretto con l'isteroscopia operativa, in anestesia.